# Pterostichus ryomoensis
Pterostichus ryomoensis is een keversoort uit de familie van de loopkevers (Carabidae). De wetenschappelijke naam van de soort is voor het eerst geldig gepubliceerd in 2007 door Morita & Suda.